# یشوع‌یهب چهارم
یشوع‌یهب چهارم (انگلیسی: Ishoyahb IV؛ پدرسالار کلیسای شرق (۱۰۲۰ – ۱۰۲۵) بود. او یک پدرسالار نامحبوب بود که توسط بسیاری از کلانشهرها و اسقف‌هایش به چالش کشیده شد.